# Тастубинский сельсовет
Тастубинский сельсове́т — упразднённая в 2008 году административно-территориальная единица и сельское поселение (тип муниципального образования) в составе Дуванского района. Почтовый индекс — 452540. Код ОКАТО — 80223837000. Объединён с сельским поселением Вознесенский сельсовет.
Одна из рек сельсовета: Отмечаль, по которой проходила его граница.

## Состав сельсовета
село Тастуба — административный центр.

## История
Закон Республики Башкортостан от 19.11.2008 N 49-з «Об изменениях в административно-территориальном устройстве Республики Башкортостан в связи с объединением отдельных сельсоветов и передачей населённых пунктов», ст.1 п. 19) в) гласил:

 "Внести следующие изменения в административно-территориальное устройство Республики Башкортостан:
 объединить Вознесенский и Тастубинский сельсоветы с сохранением наименования «Вознесенский» с административным центром в селе Вознесенка.
Включить село Тастуба Тастубинского сельсовета в состав Вознесенского сельсовета.

Утвердить границы Вознесенского сельсовета согласно представленной схематической карте.

Исключить из учётных данных Тастубинский сельсовет
На 2008 год граничил с Караидельским районом, с муниципальными образованиями: Лемазинский сельсовет, Дуванский сельсовет, Ярославский сельсовет, Вознесенский сельсовет («Закон Республики Башкортостан от 17.12.2004 N 126-з (ред. от 19.11.2008) „О границах, статусе и административных центрах муниципальных образований в Республике Башкортостан“»).